# Polymerus hirtus
Polymerus hirtus är en insektsart som beskrevs av Knight 1943. Polymerus hirtus ingår i släktet Polymerus och familjen ängsskinnbaggar. Inga underarter finns listade i Catalogue of Life.